# 根形村
根形村（ねがたむら）は、千葉県君津郡（望陀郡）にかつて存在した村である。現在の袖ケ浦市の北部に位置している。
袖ケ浦市根形地区、袖ケ浦市立根形小学校等にその名をとどめる。

## 沿革
- 1889年（明治22年）4月1日 - 町村制施行により、飯富村、下新田村、三作村、野田村、大曽根村、勝村、岩井村、谷中村、三黒村が合併し、望陀郡根形村が発足。
- 1897年（明治30年）4月1日 - 望陀郡が統合されて君津郡となる。
- 1955年（昭和30年）3月31日 - 以下の再編により根形村廃止。
  - 北部（飯富、下新田、三作、野田、大曽根、勝）が昭和町、長浦村と合併して袖ヶ浦町となる。
  - 南部（岩井、谷中、三黒）が平川町に編入。